# オガワスタジオ
株式会社オガワスタジオ（OGAWA STUDIOS.INC）は、埼玉県さいたま市に本社を置いていた玩具メーカー。

## 概要
日本で唯一ラバーマスクを製造していたメーカーである。
1905年に小川ゴム工場として創業。1951年にオガワゴム株式会社として法人へ改組。当初はゴム風船の製造を行っていたが、1970年代に「猿の惑星」のラバーマスクを発売したところ、これがヒットし、以降はラバーマスクの製造へシフトした。ラバーマスクを主力商品として、アニメや特撮などの人気キャラクターをかたどった着ぐるみやかつらなどのパーティーグッズを製造・販売していた。また、マーベルのライセンス商品も取り扱っていた。手掛けたラバーマスクは約300種類にも上る。
政治家のラバーマスクは、1990年代から手掛けるようになり、2001年に小泉純一郎が内閣総理大臣に就任したと同時に、小泉純一郎元内閣総理大臣のラバーマスクは5000個も売れるヒット商品となった。その後もバラク・オバマ元アメリカ合衆国大統領、安倍晋三元内閣総理大臣、ドナルド・トランプ元アメリカ合衆国大統領などのラバーマスクを発売し、オバマ元大統領のラバーマスクは約3万7000枚、トランプ元大統領のラバーマスクは約2万枚をそれぞれ売り上げた。
しかし、新型コロナウイルスにより売り上げが激減。このためオガワスタジオは2021年9月6日にTwitterにて、同年9月限りでラバーマスク、着ぐるみやかつらなどのパーティーグッズの製造を終了することを発表した。人気シリーズであった政治家のラバーマスクの製造は、菅義偉内閣総理大臣とジョー・バイデンアメリカ合衆国大統領のラバーマスクが最後となった。
コウメ太夫が使用している芸者風かつらは、オガワスタジオ製である。コウメ太夫は生産終了決定と同時にTwitterにて「何時もコウメ用のカツラを買うお店から連絡が来て今後生産されなくなると言われてしまい年に1個位買うので20個用意してもらう事にしました チクショウ!!!!!!」とコメントした。
オガワスタジオは2022年1月11日に親会社であるハヤカワカンパニー（名古屋市西区）へ吸収合併され解散、オガワスタジオはハヤカワカンパニーの1ブランドとして残り。ゴムを使った生活用品を製造する。

## 沿革
- 1905年 - 小川ゴム工場として創業。
- 1951年 - 株式会社へ改組。
- 2015年 - 3代目社長であった小川博久が死去。ハヤカワカンパニーの子会社となる[3]。
- 2019年2月1日 - 株式会社オガワスタジオ（初代）を吸収合併。商号をオガワゴム株式会社から株式会社オガワスタジオ（2代）へ変更。
- 2021年9月6日 - パーティーグッズの製造終了を発表。
- 2022年1月11日 - ハヤカワカンパニーへ吸収合併され解散。